# 中山親子
中山 親子（なかやま ちかこ、天正4年（1576年）？ - 慶長13年2月11日（1608年3月27日））は、安土桃山時代から江戸時代初期にかけての女性。
権大納言中山親綱の娘で、母親は白川雅業王女。後陽成天皇の典侍となり、大典侍局（おおすけのつぼね）と呼ばれた。
天正16年5月5日（1588年5月29日）に第一皇子の良仁親王（覚深入道親王）を、同19年2月14日（1591年4月7日）に第二皇子の承快法親王を生んだ。
慶長13年に死去した。享年33歳。法号は青雲院向月理玉大姉。